# Station Hirakatashi
Station Hirakatashi (枚方市駅, Hirakatashi-eki) is een spoorwegstation in de Japanse stad Hirakata. Het wordt aangedaan door de Keihan-lijn en de Katano-lijn. Het station heeft in totaal zes sporen, gelegen aan drie eilandperrons.

## Lijnen

### Keihan
| 1,2 | ■ Keihan-lijn | richting Chūshojima, Sanjō en Demachiyanagi                 |
| 3,4 | ■ Keihan-lijn | richting Moriguchishi, Kyōbashi, Yodoyabashi en Nakanoshima |
| 5,6 | ■ Katano-lijn | richting Katanoshi en Kisaichi                              |

## Geschiedenis
Het station werd geopend in 1910 als Hirakata-Higashiguchi. Sinds 1949 draagt het de huidige naam.

## Overig openbaar vervoer
Bussen van Keihan en enkele langeafstandsbussen.